# Лоллезка
Лоллезка — река в России, протекает по территории Увинского и Можгинского районов Удмуртской Республики. Устье реки находится в 18 км по правому берегу реки Пычас. Длина реки составляет 12 км, площадь водосборного бассейна 37,2 км².
Исток реки находится в лесу восточнее деревни Родники и в 26 км к северо-востоку от города Можга. Река течёт на юго-восток по ненаселённому лесу. Впадает в Пычас у деревни Мельниково.

## Данные водного реестра
По данным государственного водного реестра России относится к Камскому бассейновому округу, водохозяйственный участок реки — Вятка от водомерного поста посёлка городского типа Аркуль до города Вятские Поляны, речной подбассейн реки — Вятка. Речной бассейн реки — Кама.
Код объекта в государственном водном реестре — 10010300512111100039122.